# ミッタル・スチール
ミッタル・スチール（Mittal Steel Company, ミタルスチールとも）は、オランダロッテルダムに本社を置く、世界最大の鉄鋼メーカー。鉄鋼生産量は世界一、売上高は同社が買収したルクセンブルクのアルセロールについで世界二位である。インドの実業家ラクシュミー・ミッタルが1989年に創業し、その後世界の鉄鋼メーカーを次々と買収することによって世界最大の鉄鋼メーカーとなった。合併後の現在は「アルセロール・ミッタル社」の一部である。
買収後のリストラによって自社の時価総額を高め、それを担保に投資家の資金を呼び込み、また買収する、といったミッタルの手法に対しては、グローバル化による鉄鋼業界の成長を期待する賛美の声と、高炉の新設すらせず、ひたすら株式交換による買収を繰り返す様子を指し、物造り精神を軽視した拝金主義との非難の声の、両論が終始付いてまわる状況となっている。
なお、ミッタルは2006年6月現在も会長兼CEOの地位にあり、株式の88%はミッタル及びその家族が保有している。
本社はロッテルダムにあるが、経営はロンドン在住のミッタルと、息子であり社長兼CFOのアディティヤ・ミッタルの主導で行なわれている。

## 事業
従業員数は約179,000人。2005年の決算では、生産量約4918万トン、経常利益約47億ドル、売上高約281億ドル、一株あたりの利益4.9ドルであった。生産量はアルセロール、新日鉄を抑え一位だったが、単価の低い製品が多く、売上高ではアルセロール（2006年に約415億ドル）についで二位であった。
上述の通り、ミッタル・スチールの製品は建材用などの低価格の製品が主力で、自動車用などの高級鋼では新日鉄などに遅れをとっている。これは、経営難に陥った鉄鋼メーカーを買収し再生させる、という手法で拡大してきたミッタル・スチールにとって必然の帰着と言える。
この弱点を克服するため、2006年にアルセロールの買収を提案したが、ルクセンブルク政府、フランス政財界、スペインのアリストレイン家などの株主や、アルセロール経営陣の強い抵抗に遭い、買収は困難と見られていた。しかしミッタルはアルセロールの個人株主の懐柔に成功するや一転、6月25日の臨時取締役会で買収に至った。合併後の会社名はアルセロール・ミッタルとなり、本社はルクセンブルクに置かれる。これによりミッタル・スチールは、生産量が約1億1000万トン、売上高は約719億ドル（世界2位となった新日鉄は、それぞれ約3200万トン、約220億ドル/単体/2006年）という、巨大企業となった。
しかしながら所有する国際特許は40件足らずであり、1000を超える新日鉄との間には、依然として大きな技術格差がある。
買収により獲得した旧アルセロールの設備を生かし、今後は自動車用鋼板の増産が予定されており、多くの自動車メーカーのある、日本への輸出も予想されている。
ラクシュミー・ミッタル自身が、今後、アジアでの影響力を高めて行くと発言したことから、同社の次期買収企業は、同社が世界で唯一拠点を持たない、東アジアの製鉄会社ともいわれている。

## 沿革
インドの電気炉メーカー、ニッポン・デンロ・イスパトのインドネシア事業が前身。
- 1989年 - トリニダード・トバゴのアイアン・アンド・スチールを買収
- 1992年 - メキシコのシバルサを、メキシコでの鉄鋼業民営化に伴いメキシコ政府から買収
- 1994年 - カナダのシドベック・ドスコを買収
- 1995年 - ドイツのハンブルガー・シュタルヴェルケを買収。イスパト・インターナショナルを設立。カザフスタンのカルメトを買収
- 1997年 - イスパト・インターナショナル、ニューヨークとアムステルダムで株式公開。
- 1998年 - アメリカのインランド・スチールを買収
- 1999年 - フランスのユニメタルを買収
- 2001年 - アルジェリアのアルファシドを買収。ルーマニアのシデックスを買収。
- 2002年 - 南アフリカ政府との協定により、イスコルの経営権を取得。
- 2003年 - チェコのノヴァ・フットを買収。
- 2004年 - ポーランドのポルスキ・フティ・スタリを買収。ボスニア・ヘルツェゴビナのBHスチールを買収。バルカン・スチールからマケドニア共和国国内の設備を買収。LNMホールディングスとイスパト・インターナショナルが合併、さらにインターナショナル・スチール・グループ（旧ベスレヘム・スチール、リパブリック・スチール、LTVスチールが合併したもの）を買収し、ミッタル・スチールが誕生。
- 2005年 - ウクライナのクリボリシスタリを買収。
- 2005年 - インドのジャルカンド州に対して、9億ドルの投資を表明
- 2006年 - ルクセンブルクのアルセロールを買収。「アルセロール・ミッタル社」となる。